# Gràcia a Salmerón
Gràcia a Salmerón és una obra escultòrica de l'arquitecte Ignasi Sanfeliu situada al Pla de Nicolás Salmerón a Barcelona. Està inventariada com a patrimoni de l'art públic de Barcelona amb el número 6914-1.
Va ser instal·lada en el moment d'urbanització del Pla el 1997. Tanmateix, el 2003 va ser retirada pel mal estat d'aquesta per l'acció del vandalisme. Durant més de vint anys, no hi va haver voluntat de municipal de restaurar i restituir l'obra. Finalment, l'11 d'abril del 2022, fou restituïda durant els actes de commemoració de la Segona República Espanyola.

## Descripció
Es troba a l'extrem sud-est del Pla, a tocar de Jardinets de Gràcia, fet que dona la benvinguda al Carrer Gran, anteriorment dedicat també al polític espanyol.
Tant la figura com la base són d'acer inoxidable brillant i d'una alçada de poc menys de tres metres i mig. A la banda frontal, hi ha la inscripció en vertical del nom de la plaça; a part superior hi ha la signatura de Nicolás Salmerón; a la banda de darrere, hi ha el plànol de Gràcia en groc i verd.